# تيري بيكر
تيري بيكر هو لاعب كرة قدم كندية كندي، ولد في 8 مايو 1962 في Bridgewater, Nova Scotia ‏ في كندا.